# Gränjåsen
Gränjåsen är ett naturreservat i Älvdalens kommun i Dalarnas län.
Området är naturskyddat sedan 2013 och är 19 hektar stort. Reservatet består av  gammal och naturskogsartad granskog.